# Monte Licosa e dintorni
Monte Licosa e dintorni este o arie protejată (arie specială de conservare — SAC, sit de importanță comunitară — SCI) din Italia întinsă pe o suprafață de 1.096 ha, integral pe uscat.

## Localizare
Centrul sitului Monte Licosa e dintorni este situat la coordonatele 40°14′51″N 14°55′54″E / 40.2475°N 14.931667°E.

## Înființare
Situl Monte Licosa e dintorni a fost declarat sit de importanță comunitară în mai 1995 pentru a proteja 19 specii de animale. Situl a fost protejat și ca arie specială de conservare în mai 2019.

## Biodiversitate
Situată în ecoregiunea mediteraneană, aria protejată conține 7 habitate naturale: Păduri de pin mediteraneene cu pini mezogeni endemici, Faleze cu vegetație de Limonium spp. endemic de pe coastele mediteraneene, Iazuri temporare mediteraneene, Pseudostepă cu ierburi și specii anuale de Thero-Brachypodietea, Formațiuni scunde de Euphorbia în apropierea falezelor, Păduri de Quercus ilex și Quercus rotundifolia, Tufărișuri termo-mediteraneene și de pre-deșert.
La baza desemnării sitului se află mai multe specii protejate:
- păsări (14): erete de stuf (Circus aeruginosus), porumbel de scorbură (Columba oenas), dumbrăveancă (Coracias garrulus), prepeliță (Coturnix coturnix), șoim de iarnă (Falco columbarius), muscar-gulerat (Ficedula albicollis), sfrâncioc roșiatic (Lanius collurio), gaia roșie (Milvus milvus), vultur pescar (Pandion haliaetus), sitar de pădure (Scolopax rusticola), turturică (Streptopelia turtur), silvie de tufiș (Sylvia undata), sturzul viilor (Turdus iliacus), sturz-cântător (Turdus philomelos)
- mamifere (3): liliac comun (Myotis myotis), liliacul mare cu potcoavă (Rhinolophus ferrumequinum), liliacul mic cu potcoavă (Rhinolophus hipposideros)
- nevertebrate (1): Melanargia arge
- reptile (1): șarpele cu patru dungi (Elaphe quatuorlineata)

Pe lângă speciile protejate, pe teritoriul sitului au mai fost identificate 1 specie de plante, 1 specie de amfibieni, 2 specii de nevertebrate, 5 specii de reptile.